# Otocinclus vittatus
Otocinclus vittatus es una especie de peces de la familia Loricariidae en el orden de los Siluriformes.

## Morfología
Los machos pueden llegar alcanzar los 3,3 cm de longitud total.

## Distribución geográfica
Se encuentran en Sudamérica: cuencas de los ríos  Amazonas, Orinoco,  Paraná y  Paraguay.